# 안나 (디즈니 캐릭터)
안나(영어: Anna) 또는 아렌델의 안나/안나는 월트 디즈니 애니메이션 스튜디오의 53번째 애니메이션 영화인 겨울왕국과 그 후속편 겨울왕국 2에 등장하는 여주인공. 영어판에서는 크리스틴 벨이, 한국어판에서는 박지윤. 제니퍼 리와 크리스 벅이 공동으로 창작했으며, 동화 눈의 여왕의 여주인공인 겔다를 모티브로 삼았다. 안나는 스칸디나비아의 가공의 왕국인 아렌델의 공주이자 엘사의 여동생으로 첫 등장. 엘사가 즉위식 때 왕국을 얼려버리게 되고, 이로 인해 여행을 떠나게 되자 겁이 없고 믿음직한 안나는 엘사를 돌아오게 하고 왕국과 가족을 지키기 위해 위험한 모험을 하기로 결정해 이후 안나는 엘사를 돌아오게 하는데 성공한다. '겨울왕국 2'에서 안나는 엘사의 뒤를 이어 아렌델의 여왕으로 즉위하게 된다. 주먹왕 랄프 2에서 공주들의 대기실에서 다른 디즈니 공주들과 대기하는 모습을 보였다.

## 같이 보기
- 겨울왕국
- 겨울왕국2
- 겨울왕국 열기
- 올라프의 겨울왕국 모험